# Manoir du Bois
Ne doit pas être confondu avec Manoir du Bois-de-l'Humeau.
Le manoir du Bois appelé aussi château du Bois, est une demeure du XVIe siècle qui se dresse sur le territoire de la commune de Feugères, dans le département de la Manche, en région Normandie.

## Localisation
Le manoir est situé au  lieu-dit le Bois à Feugères, dans le parc naturel régional des Marais du Cotentin et du Bessin, dans le département français de la Manche.

## Historique
L'édifice a été bâti au XVIe siècle par Pierre Jean Davy[réf. nécessaire]. L'édifice est transformé au XVIIe siècle avec l'ajout d'une tour d'escalier et d'un second logis monumental. Le XIXe siècle voit encore des changements dans l'édifice avec la construction d'une aile en retour en 1870[source insuffisante], et encore au XXe siècle.
Le manoir passe de la famille Davy à d'autres familles par mariage à la fin du XVIIe siècle puis aux deux siècles suivants[source insuffisante].

## Description
L'édifice est une maison forte organisée en cour fermée qui comporte encore des éléments défensifs : douves, éguets et canonnières[source insuffisante].
Le manoir comporte à l'origine deux niveaux, des fenêtres à meneaux et la toiture est en chaume jusqu'au milieu du XXe siècle, depuis le toit est en ardoise. Un pressoir daté du XVIe siècle le jouxte[source insuffisante].
Le second logis du XVIIe siècle, sur deux niveaux, possède des pavillons en saillie sur chacun de ses côtés[source insuffisante].
L'aile en retour datée de la fin du XIXe siècle intègre le pavillon sud et la chapelle[source insuffisante].
Les communs construits en pierres et bauge sont les plus anciens conservés dans le parc naturel régional des Marais du Cotentin et du Bessin. La construction servait de fenil, d'étable et d'écurie[source insuffisante].

## Protection aux monuments historiques
Les façades et les toitures de l'ensemble des bâtiments constituant le manoir, à savoir le logis principal, le logis secondaire et les dépendances agricoles s'ordonnant autour de la cour, ainsi que les murs de clôture du jardin potager et le réseau hydraulique avec l'étang et les fossés sont inscrits au titre des monuments historiques par arrêté du 2 février 2012.